# Julieta Venegas
Julieta Venegas Percevault (Long Beach, California, 24 de noviembre de 1970) es una cantante, compositora y multinstrumentista mexicana.  Fue integrante de la banda mexicana de ska y reggae Tijuana No!, en la que compuso la canción más exitosa de la agrupación: «Pobre de ti», junto a Álex Zúñiga. En 1996, comenzó su carrera como solista cuando viajó a Ciudad de México apoyada por la banda Café Tacvba. Consiguió un contrato con el sello discográfico BMG/Ariola, lanzando su álbum debut Aquí (1997) al igual que su siguiente producción Bueninvento (2000) discos producidos por Gustavo Santaolalla, los cuales fueron alabados por los críticos y propagándose en el público del rock en México, Centroamérica y América del Sur.
Su siguiente álbum de estudio, Sí (2003), le otorgó mayor notabilidad musical. En 2006, lanzó su cuarta producción, Limón y Sal, trabajando en conjunto con el sello Sony & BMG. Con su primer álbum en vivo MTV Unplugged (2008), se consolidó como artista por sus habilidades vocales.
Con la discográfica Sony Music, lanzó su quinto disco de estudio, Otra Cosa (2010) el cual es un disco con menos producción, más personal. Alcanzó altos niveles, lo que la llevó a presentarse en múltiples foros internacionales.
Publicó su sexto álbum de estudio Los Momentos (2013), con el que dio un cambio de género y le apuesta a la música indie y minimalista. Este álbum es el menos comercial de su carrera, pero llegó a las primeras posiciones en tiendas digitales. Lanzó su séptimo álbum de estudio Algo Sucede (2015), el cual debuta en el número 1 en la lista Latin Pop Albums del Billboard, en este álbum retomó los sonido acústicos y su característico acordeón. Se estima que ha vendido más de 30 millones de discos en todo el mundo.
Incursionó brevemente como actriz en la obra de teatro La Enamorada del escritor argentino Santiago Loza y lanzó el álbum La Enamorada (2019) con temas basados en la obra. En noviembre de 2022 lanza su octavo álbum Tu Historia en tiendas y plataformas digitales. Para noviembre de 2023 lanzó la versión oficial en disco de vinilo con un total de 11 canciones de género musical indie, pop rock y alternativo.
A lo largo de su carrera ha ganado un Premio Grammy, nueve Grammy Latinos, siete Premios MTV, siete Broadcast Music Inc, ocho VEVO Certified, tres Premios Oye!, y dos Billboard Music Award. También le han sido otorgados los prestigiosos reconocimientos «Master Of Latin Music Award Berklee College» por su trayectoria, y un «Musa Awards Elena Casals» en homenaje a sus contribuciones como compositora.
En 2009, fue nombrada como «Embajadora de la Buena Voluntad» por la UNICEF en México. En 2011 Embajadora Cultural de Buena Voluntad por el Consejo de Ministras de Las Mujeres de Centroamérica (COMMCA).

## Biografía y carrera

### 1970-1999: primeros años e inicios
Julieta Venegas Percevault, y su hermana gemela Yvonne Venegas Percevault, nacieron el 24 de noviembre de 1970 en Long Beach, California. Desde su nacimiento, ambas fueron llevadas a vivir a  Tijuana, Baja California, donde se criaron siendo hijas de los fotógrafos mexicanos Julia Edith Percevault y José Luis Venegas. Desde los 8 años de edad, encontró su verdadera vocación, la música. En su adolescencia, sus padres la apoyaron para prepararse en estudios de piano clásico, violonchelo y teoría musical; a la par, comenzó a componer música con temas de estilo personal, encontrando inspiración en artistas como Suzanne Vega, David Bowie, Prince, y Charly García.
Entró a estudiar en el Southwestern College de San Diego, California, y en el Colegio La Paz de Tijuana, y además en la Escuela de Música del Noroeste al mismo tiempo que alternó sus estudios de preparatoria en la Escuela Preparatoria Federal Lázaro Cárdenas. Con 17 años, un amigo de la escuela invita a Julieta al grupo de reggae/ska «Chantaje» que sería la célula del grupo Tijuana No! en el que, junto con Álex Zúñiga compone el tema «Pobre de Tí», melodía que le dio popularidad a la banda. Sin embargo, Julieta abandonaría Tijuana No! a escasos 8 meses de trayectoria, siendo relevada por Cecilia Bastida.
En su afán de evolucionar musicalmente emigró a Monterrey, Nuevo León, en donde musicalizó diferentes obras de teatro, entre ellas «Sirenas de Corazón» de Edward Coward, en la Muestra Internacional de Cine de Nuevo León; pero al parecer, eso no le satisfizo. A los 22 años se mudó al Distrito Federal, donde conoció a amigos que le ayudaron a mostrar su propuesta, entre ellos estaban: Café Tacvba, Ziggy Fratta, Jaguares y Francisco Franco. Este último, en este mismo año invitó a Venegas a musicalizar su obra «Calígula Probablemente», la cual duró en cartelera un año.
En 1995 creó el grupo «La Milagrosa», nombre que Julieta toma de un libro de Carmen Boullosa; el grupo tocaba en lugares como «El Hábito» y «Rockotitlán», ambos en el D.F. Después de un tiempo el grupo se empezó a disolver, pero Julieta seguía tocando puertas y ofreciendo miniconciertos junto a Ziggy Fratta y el Señor González.
En 1996, Julieta fue descubierta por la discográfica BMG, y en este mismo año firmó un contrato de 8 años e inició la grabación de su primer material discográfico en solitario.

### 1997-1999:Aquí
Con apoyo de BMG-Ariola, grabó su primer disco solista bajo la producción de Gustavo Santaolalla. Editado en 1997, Aquí contiene 12 temas, de los cuales 10 son de la autoría de Venegas y es distribuido en México, España y varios países latinoamericanos. Con este material Julieta se mostró como una propuesta inédita en el ámbito de la música popular en México.
También fue invitada por el grupo Soda Stereo para ser telonera en la gira El Último Concierto del año 1997 en los conciertos de los días 30 y 31 de agosto en el Palacio de los Deportes en México.
El primer sencillo del disco, «De mis pasos», fue aceptado ampliamente en el público joven y rápidamente se posicionó como una de las mejores canciones rock femenino de esa época. El segundo sencillo, «Como sé» vídeo dirigido por Francisco Franco y fue ganador al premio de MTV por "Mejor Interpretación Femenina". El tercer tema que se desprende de este álbum es «Andamos Huyendo».
Recibe el premio Nuestro Rock por "Mejor Disco Revelación" de 1997 y participa tocando el acordeón en la grabación del disco del grupo Enanitos Verdes, titulado «Tracción Acústica».
Tras darse a conocer a nivel internacional, Julieta recibió un gran número de invitaciones a colaborar con diferentes músicos e intérpretes latinoamericanos, entre ellos Sasha Sökol, Enanitos Verdes, Sr. González, Los Tres, Liquits, Cartel de Santa, Eugenia León y Enrique Bunbury.
En 1998, participó en la gira De Diva Voz junto a Ely Guerra, presentándose en diferentes localidades de México y Estados Unidos. Poco después, se presentó en la gira Calaveras y Diablitos al lado de Aterciopelados y Los Fabulosos Cadillacs en España. A la vez colaboró en el disco Un Tributo (a José José), en donde interpretó la canción «El triste».
La participación en festivales internacionales aumentaría el año siguiente, al presentarse Julieta en el Festival Midem Américas (en Miami), la primera edición del Festival Vive Latino en México, Generación Ñ en España, Rock Al Parque de Bogotá en Colombia y Festival El Hatillo en Venezuela.
En 1999, apareció en la versión para México del vídeo «Infinito» de Enrique Bunbury.
En 2000, Nacho Mastretta la invitó a participar en su disco Luna de Miel, que consiste en doce canciones interpretadas por doce vocalistas femeninas de diferentes países. Posteriormente, también contribuyó con tres canciones a la banda sonora de En el País de No Pasa Nada en el tema «Lo que pedí», cuya letra, música e interpretación es de Julieta y los arreglos de Jacobo Lieberman. «Mala leche», de la autoría de Liliana Felipe y Jesusa Rodríguez, interpretada por Julieta y la música de Jacobo Lieberman, y «Ay» de la inspiración de Julieta Venegas y Francisco Franco.
Poco después, Venegas escribió y grabó para la cinta Amores Perros de Alejandro González Iñárritu en el tema «Amores perros (Me van a matar)». La producción de esta canción corrió a cargo de Emmanuel del Real y Quique Rangel (de Café Tacvba), quienes también participarían en su próximo álbum, Bueninvento.

### 2000-2002:Bueninvento
En el verano de 1999 y con la producción de Gustavo Santaolalla, Joe Chiccarelli, Emmanuel del Real y Quique Rangel (Integrantes de Café Tacvba). Bueninvento fue grabado en Los Ángeles, Monterrey, Ciudad de México y Ciudad Satélite. Lanzado a la venta el 21 de agosto de 2000. Trece de los catorce temas son de la autoría de Julieta Venegas, ya que incluye un homenaje a Juan Gabriel con la canción «Siempre en mi mente». Se lanza el primer sencillo llamado «Sería feliz» muy bien recibido por el público.

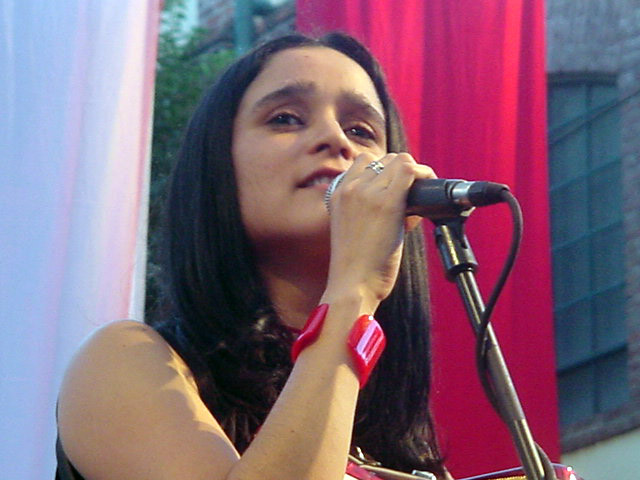
Durante una presentación, en 2000.

En este mismo año, participó en el Arezzo Wave Love en Italia, donde cantó una versión de la canción «Amores perros (Me van a matar)» en italiano y en la gira Revolución 2000 con Jaguares, Jumbo y La Gusana Ciega. También fue partícipe en la Feria Hannover como parte de Music Bridges Around the World, la cual une a compositores de alrededor del mundo.
En 2001 participa en la gira Fémina Rock con María Gabriela Epumer y otras figuras femeninas del rock. También participa en el un disco tributo a Los Tigres del Norte con una particular versión de «La jaula de oro».
Es nominada en la segunda edición de los Grammy Latinos en "Mejor Álbum Vocal Rock Solista" por Bueninvento y "Mejor Canción Rock" por «Hoy No Quiero».
Participó en varias bandas sonoras: En la película María Llena Eres de Gracia de Joshua Marston con el tema «Lo que venga después». En la película Demasiado amor con una canción de Juan Bau «Acaríciame» en dos versiones, una en colaboración con Mastretta, otra con Joan Valent. Asimismo colaboró con Mastretta para el tema principal de la cinta española El Sueño del Caimán Cantó «Niños» a dueto con el español Pedro Guerra en el disco Ofrenda y fue recibida por este mismo en el Golfo Pérsico en donde cantaron a dueto la canción «Cómo Sé» frente a los medios europeos.
En 2002, participó en el festival Cubadisco, en La Habana, Cuba. Tomó un breve descanso en su carrera y la invitaron a participar en varios homenajes como el de Soda Stereo («Disco Eterno») y José Alfredo Jiménez («Serenata sin Luna»), además de hacer duetos con Celso Piña y el grupo de ska Los de Abajo («Skapate») mientras preparaba las canciones para su próximo álbum Sí.

### 2003-2005:Sí
En 2003 fue invitada a participar en la música de varias películas, entre ellas Asesino en serio (México) de Antonio Urrutia donde cantó «El Listón de tu Pelo» cover de Los Ángeles Azules, a dueto con Pau Donés de Jarabe de Palo. Subterra (Chile) de Marcelo Ferrari, para la cual compuso la canción «Lo que tú me das» que cantó a dueto con la cantante y rapera chilena Anita Tijoux.
El cantautor Víctor Manuel la llamó y le ofreció participar en un disco homenaje a Joaquín Sabina junto con otras mujeres. Cantó «Corre, Dijo la Tortuga».
En 2003, lanza el álbum titulado Sí bajo la producción de Coti Sorokin y Cachorro López. Grabado la mitad en España y la otra en Argentina. En este disco, Julieta participa por primera vez en la coproducción. Este álbum tiene más toques Pop como sintetizadores y un sonido más liviano. La composición quedó a cargo de Julieta y de Coti, quien coescribió varios de los temas.
Como primer sencillo lanza «Andar conmigo» canción que se mantuvo en número uno por varias semanas en la radio mexicana y llegó a las primeras posiciones en varios países latinoamericanos. En noviembre se presenta en Rock Al Parque, cerrando el último día el escenario en que tocaron Andrea Echeverri y Café Tacvba, entre otros artistas.
El 2004 es un año muy productivo en lo profesional, ganó 3 premios MTV VMAla por "Artista del Año", "Mejor Artista Solo" y "Mejor Artista Norte". Ganó su primer Grammy Latino por "Mejor Álbum Rock Vocal". Se llevó 3 Premios Oye! en las categorías de "Artista del Año", "Canción del Año" por «Andar Conmigo» y "Álbum del Año" por Sí. Lanza su segundo sencillo «Lento», vídeo que grabó en Japón bajo la dirección de Rogelio Sikande y en donde aparece su hermana gemela Yvonne Venegas. Es invitada a participar en la gira de Alejandro Sanz por varias ciudades españolas.
Colaboró en el álbum Neruda en el Corazón junto a artistas como Joan Manuel Serrat, Pablo Milanés y Ana Belén. En el tema «A Callarse». En septiembre participó en el concierto El sueño existe en homenaje a Salvador Allende en el Estadio Nacional de Chile, junto a artistas chilenos e internacionales como Gilberto Gil, Los Prisioneros, León Gieco y Silvio Rodríguez, entre otros. Lanza el tercer sencillo del álbum «Algo está cambiando».
Se presentó con gran éxito en el Festival Viña de Mar, en Chile. Fue invitada a participar en el MTV Unplugged de Diego Torres en el tema «Sueños».
Para terminar su primera gira musical, lo celebró con un concierto memorable en el Teatro Metropólitan de la Ciudad de México, que se refleja en la edición especial de su álbum y es la primera artista Latina en lanzar un álbum en formato DualDisc que se lanzó en 2005. Se coloca entre los artistas latinos con más exposición internacional y es solicitada en participar en sus álbumes de varios artistas como Vicentico, Cartel de Santa, Lenine. Lanza su cuarto y último sencillo «Oleada».
Apareció en el tema de Coti «Nada de esto fue un Error».

### 2006-2007:Limón y sal
Tomó un descanso de alrededor de un año para la producción de su siguiente disco, Limón y Sal, el cual fue grabado en Buenos Aires con la producción de Cachorro López. En este disco tuvo la colaboración de la rapera chilena Anita Tijoux y el argentino Dante Spinetta. Al mismo tiempo realizó un homenaje a Andrés Calamaro con la canción «Sin documentos» incluida también en Limón y Sal.

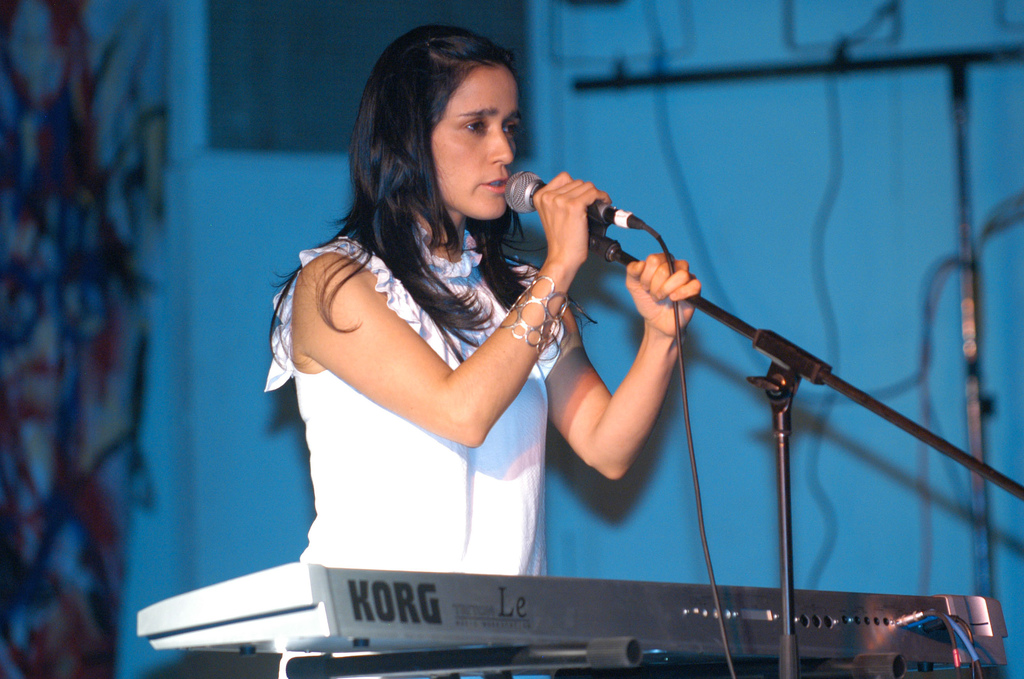
Cantando en el festival Mujeres Sin Miedo, Todas Somos Atenco, en 2006.

Como carta de presentación el 28 de marzo de 2006 lanzó «Me voy», una canción ranchera con toques pop. Rápidamente se posicionó en el gusto del público, de tal manera que traspasó las barreras de la distancia y el idioma. Alcanzó el número uno en varios países de América Latina, España, Italia, en la lista del Billboard "Latin Pop Songs", y en México se mantuvo en número uno en la radio por 12 semanas consecutivas. En Suiza llegó a la posición doce, AMPROFON lo certificó como disco de oro.
A los dos días del lanzamiento de Limón y Sal, Sony&BMG le otorgó a Venegas un disco de oro por más de 50 mil copias vendidas, a la semana se le otorgó uno de platino por sus altas ventas en México, España, Estados Unidos, Argentina y Uruguay. Días después se le otorgan discos de oro en Chile, Colombia, Venezuela, Centroamérica y uno más por de 50 mil copias en Italia.
En junio de 2006, participó en España en el festival MTV Day junto a Amaral y Keane, entre otros. Se presenta en celebración del cuadragésimo aniversario de la radiofórmula Los 40 Principales, donde cantó también junto con Coti «Nada fue un error».
El 7 de septiembre de 2006, inició su gira Limón y Sal Tour una gira internacional en la que visitó América Latina, España, los Estados Unidos y abarcando por primera vez Italia, Suiza y otros lugares de Europa, con tal aceptación que incursionó en diversas televisiones ya sea en series o noticieros.
Ha participado en la serie española Yo SOy Bea de Telecinco en la que cantó su tema «Me voy», al igual que también participó en la serie Sos Mi Vida en la televisión argentina. Recibe las llaves de la ciudad de Matamoros, México que la acreditan como "Huésped Distinguida".
En los premios Grammy Latino recibió el premio en la categoría "Mejor Álbum Alternativo" y obtuvo diversos premios más entre algunos el Shangay y Los Premios MTV Latinoamérica.
En 2007 participa en el Festival Coachella y comparte fecha y escenario con artistas como Björk, Amy Winehouse, Manu Chao, Regina Spektor, Gogol Bordello, Red Hot Chili Peppers, Arctic Monkeys y Tiësto. El 20 de marzo del mismo año Venegas colabora con el cantante español Miguel Bosé en la canción «Morena mia» en su disco "Papito".
En la 49.ª entrega de los Grammy gana por primera vez en la categoría de "Best Latin Pop Album" en un histórico empate con Ricardo Arjona y su álbum Adentro. En total dio a conocer otros 3 sencillos más: «Limón y sal», «Eres para mí» y «Primer día», canción que solo sería para Europa, pero se escabulló también al continente americano. Otro sencillo solo lanzado para Europa fue «De que me sirve».
El 18 de diciembre de 2007 por parte del décimo aniversario de su carrera como Solista, lanzó su primer álbum recopilatorio titulado Realmente Lo Mejor. El álbum contiene 12 temas que abarcan toda su carrera.

### 2008-2009:MTV Unplugged

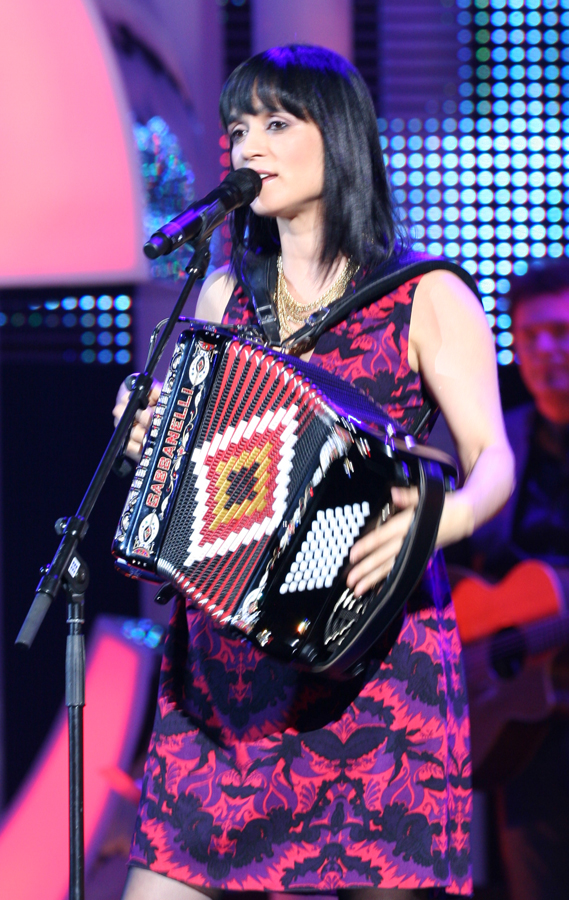
En el Nobel Peace Prize Concert, en 2008.

El 6 de marzo de 2008 grabó su MTV Unplugged, en los Estudios Churubusco, en la Ciudad de México, además de ser el primero grabado en México. Contiene las participaciones de Juan Son de la banda mexicana Porter, La Mala Rodríguez, Marisa Monte, Natalia Lafourcade y Gustavo Santaolalla, entre otros artistas y una orquesta de 15 músicos entre ellos El Cuarteto Latinoamericano. Este MTV Unplugged se transmitió el 5 de junio de 2008 por MTV al igual fue nombrada como Artista del Mes por la cadena.
El 15 de abril de 2008, lanzó el sencillo «El Presente», una canción que mezcla el toque ranchero junto con una balada pop que fue bien aceptada por el público. En México se mantuvo durante 10 semanas en el primer lugar de popularidad y obtuvo muy buenas críticas a la canción, así como a su persona. El disco se lanzó el 10 de junio de 2008 a nivel internacional, y obtuvo buenas ventas y al mes de su salida le otorgaron un disco de platino por más de 100 mil discos en México y dos discos de oro por más de 50 mil discos en Colombia y Estados Unidos. Semanas después se le entrega un disco de diamante por más de 400 mil copias digitales vendidas en México.
Inició su gira El Presente Tour visitando, por primera vez, Inglaterra, país en donde nunca se había oído una propuesta como la de ella y el 13 de noviembre de 2008 gana en dos Grammy Latinos en la categorías de "Mejor Álbum de Música Alternativa" y "Mejor Vídeo Versión Larga".
El vestido que utilizó en la grabación de su MTV Unplugged, fue subastado en 12 mil 500 dólares a beneficio de la Fundación Staying Alive, que busca alertar sobre el contagio del sida.
En la séptima entrega de Los Premios MTV cantó al lado del grupo de música electro/norteña Nortec Collective una versión muy particular del «El Presente» y una combinación de Mariachi típico de México. Fue invitada a presentarse en el concierto de la ceremonia de entrega del Premio Nobel de la Paz, en Oslo, Noruega, donde interpretó sus dos sencillos «El Presente» y «Algún día».
Participa en la banda sonora de la película de Francisco Franco, Quemar las naves, con la canción «Mi Principio» de la autoría de Enrique Rangel Arroyo (Joselo) de la banda mexicana Café Tacvba con la cual obtienen el Premio Ariel en la categoría de "Mejor Música Original Para Una Película".
Luego de su exitosa gira, Julieta participó en la producción del álbum Mi Plan de Nelly Furtado en la canción «Vacación» y en el sencillo «Bajo otra luz», de la autoría de Julieta, la cual interpretaron junto con La Mala Rodríguez.
El 2009 su exbajista, Rodolfo Alcobe, presentó una demanda contra ella alegando un incumplimiento en el pago de salarios, equivalente a declaraciones del demandante, a la suma de un millón de pesos mexicanos, casi 76.000 dólares.

### 2010-2012:Otra cosa
Otra cosa fue lanzado al mercado el martes 16 de marzo de 2010, en tiendas de discos y vía iTunes. De este álbum se desprendió el primer sencillo llamado «Bien o mal», compuesto junto a Alejandro Sergi, vocalista del grupo argentino Miranda!, y lanzada a la venta el 18 de enero de 2010.
El álbum contiene 12 canciones, repletas de guitarras acústicas, eléctricas, sintetizadores cavaquinhos, pianos sutiles, acordeones y distintos instrumentos de percusión. Experimentó con varios instrumentos como: ukelele, contrabajo, buzuki y la tuba. El disco fue producido por Julieta y por Cachorro López (con quien también produjo Limón y Sal).
El día de lanzamiento, Otra Cosa, logró colocarse en la primera y segunda posición de la lista "Top Albums" de la tienda iTunes latino con sus dos ediciones Deluxe y Standard, además se convierte en la primera artista latina en lanzar un iTunes LP. Cuatro días después del lanzamiento del álbum, este obtuvo un disco de oro por sus altas ventas en México.
El 19 de marzo de 2010, dio inicio a la primera parte de su gira mundial Otra Cosa Tour, da varios conciertos en México y los Estados Unidos. Se presentó con gran éxito en el festival Vive Latino 2010 tocando en dos ocasiones, ambas en el escenario Verde. Una presentación fue un reencuentro con su exgrupo Tijuana No! en homenaje al difunto integrante de la banda Luis Güereña, cantando en el tema «Pobre de Ti». En ambas presentaciones presumió de su embarazo. En su segunda presentación se hizo acompañar de "El Coro Revolucionario", integrado por niños de su familia y Ceci Bastida.
Posteriormente, el 4 de mayo de 2010 se estrenó su segundo sencillo, «Despedida» canción inspirada en el cantautor mexicano José Alfredo Jiménez y lanzada a la venta en la tienda en línea iTunes el 11 de mayo. Dio un receso a sus presentaciones por motivo de su embarazo y el 11 de agosto, Julieta dio a luz su primogénita en su casa de México, llamándola Simona.
El 19 de octubre de 2010, se lanzó la canción «Abel» escrita y producida por Julieta para ser el tema principal de la película homónima del director mexicano Diego Luna.
El 11 de noviembre de 2010 ganó un Grammy Latino por la categoría de «Mejor Vídeo Musical Versión Corta» por la canción «Bien o Mal». Al igual recibió una nominación a los Premios Grammy en la categoría «Best Latin Pop Album». Por parte del Centenario de la Revolución Mexicana, dio un concierto gratuito en la Plaza España en Madrid al mismo tiempo da inicio la segunda parte de su gira, está vez en ciudades españolas.
En enero de 2011 regresó a los Estados Unidos con el Otra Cosa US Tour patrocinada por la marca Jack Daniel's y presentándose en ciudades como: Nueva York, Chicago, Las Vegas, Los Ángeles, Miami entre otras. Se presentó por primera vez en Alemania y Francia, por parte del programa del gobierno de la Ciudad de México: "La Ciudad de México en el Cervantes" junto a Natalia Lafourcade y Ely Guerra.
En marzo del 2011 fue reconocida con una placa conmemorativa por parte del Auditorio Nacional de México, en el acto se felicitó a la artista "Que con su magia y su talento iluminó las noches fabulosas en este Auditorio Nacional, el escenario de México".
A través de Sony Music Chile, el 19 de marzo de 2011, se lanzó «Ya Conocerán» como tercer sencillo del álbum.
Julieta colaboró en 2011 junto con varias artistas argentinas en el disco Se Puede con la canción «Actúa Como Hombre». El pasado 9 de octubre anunció mediante su cuenta oficial de Twitter que grabaría un videoclip para la canción «Ya Conocerán», comentó: "Éste Video se hace de las puras ganas de no dejar esta canción sin video". El vídeo está a cargo de su hermana Yvonne Venegas y su cuñado Gregory Allen.
En julio de 2011 se convirtió en la primera música mexicana en presentarse en el Festival Internacional de Benicássim, logrando callar todas las críticas que había generado su inclusión en el cartel de dicho festival.
Después de una larga y extensa gira por los Estados Unidos, América Latina y Europa, decidió cerrar su segunda parte de su gira en el Auditorio Nacional de la Ciudad de México, junto a Natalia Lafourcade, este concierto fue transmitido vía internet.
En verano de 2012, realiza una gira llamada European Tour July 2012 presentándose en Alemania, Francia y España. Se presentó en el festival Wirikuta para la defensa del altiplano contra la minería extractiva de los estados de San Luis Potosí y Zacatecas.

### 2013-2014:Los momentos
Bajo la producción de Julieta Venegas y Yamil Rezc, Los Momentos fue grabado en su estudio personal en la Ciudad de México. Lanzado 12 de marzo de 2013 fue lanzado como streaming digital y fue de nueva cuenta la primera artista latinoamericana en lanzar un álbum de esta manera, se lanzó la venta el 19 de marzo de 2013. Este álbum cuenta con las participaciones especiales de Ceci Bastida, Natalia Lafourcade, Anita Tijoux y Rubén Albarrán. Así mismo cuenta con 11 canciones todas escritas por Venegas. Este álbum se caracteriza porque utiliza sintetizadores y piano, no ocupa su característico acordeón.
El primer sencillo es «Tuve Para Dar» se lanzó el 11 de diciembre de 2012 y se hizo disponible en versión digital a partir del 18 de diciembre. El clip fue dirigido por Gregory W. Allen e Yvonne Venegas tal y como lo hicieran en 2011 con el tema del disco Otra Cosa, «Ya Conocerán».
El 14 de enero a través de los portales Soundcloud y Youtube da a conocer «Te vi» segundo sencillo del álbum pero considerado por Sony Music como primer sencillo. En descarga digital se hizo disponible el 22 de enero.

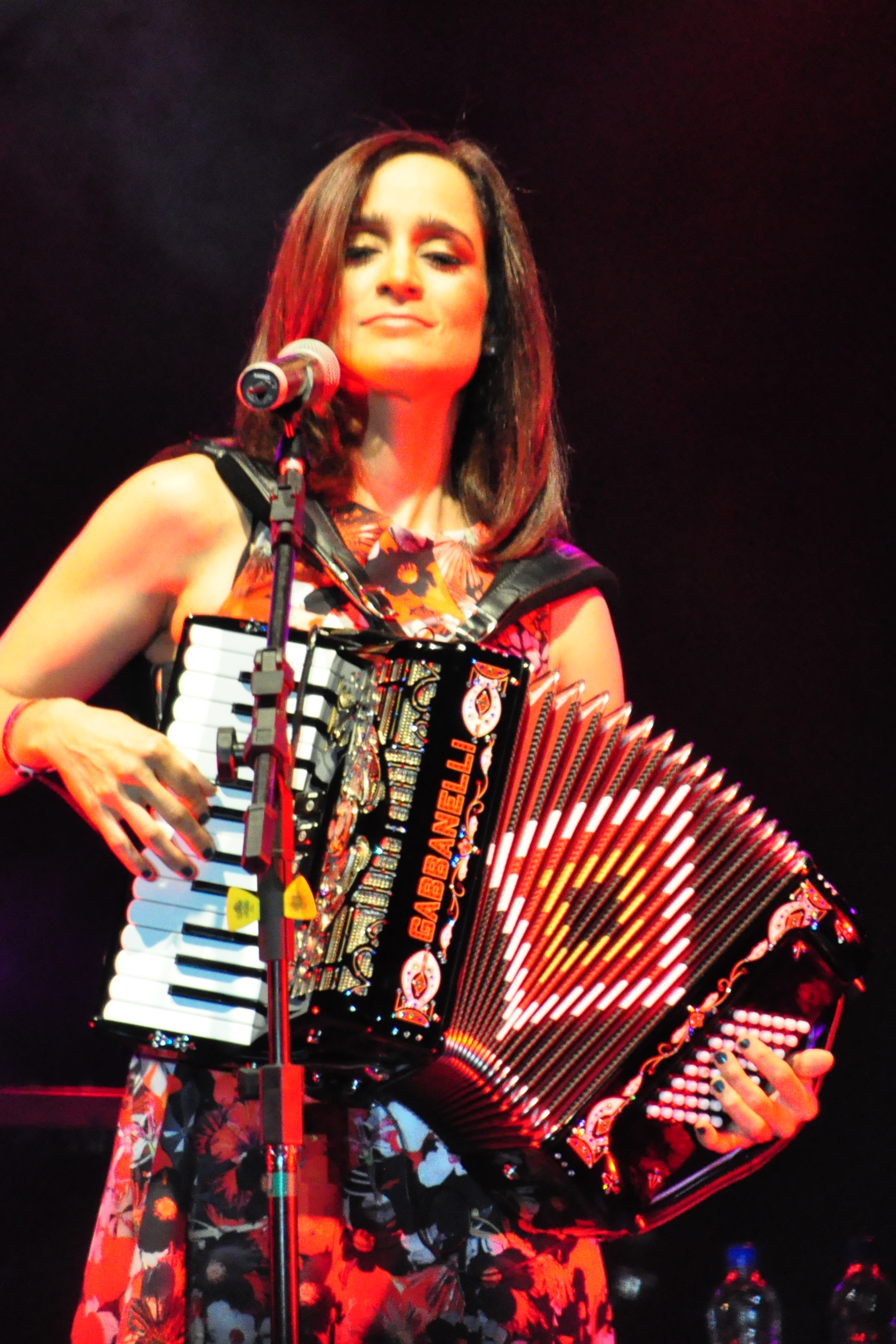
Durante un concierto en Brasil, en 2013

El 1 de marzo de 2013 dio inicio a su gira Los Momentos Tour con presentaciones en América y Europa. En su paso por Brasil da 7 shows continuos en distintas ciudades, esto hace que se considere la cantante mexicana con más presentaciones en ese país, antes lo fue la banda mexicana de pop RBD.
En el concierto de Grammy Latinos de Persona del Año, que en 2013 fue Miguel Bosé, interpretó la canción «Amante bandido» junto a Juan Campodónico miembro de la banda argentina Bajofondo, para homenajearlo.
En la 28.ª edición de los Premios Goya fue nominada en la categoría de "Mejor Canción Original" por el tema «Aquí sigo» compuesto junto al cineasta cubano-español Emilio Aragón para su película 'A Night In Old México".
El 22 de febrero de 2014 comenzó con la segunda parte de su gira, esta vez llamándola US-MÉXICO-BRASIL. Patrocinado por el Whiskey Jack Daniel's junto a Los Amigos Invisibles se presenta en distintas ciudades de Estados Unidos. Se presentó en el XV aniversario del Vive Latino en el escenario Unión Indio, con gran éxito.
Debutó como productora principal de una banda de música norteña llamada Sonoro Rugir, ella menciona que: «Estoy disfrutándolo mucho, lo más chistoso es que es un grupo de música norteña no tocan rock, se llama el Sonoro Rugir y me la estoy pasando muy bien también del otro lado».
En septiembre de 2014 inició la gira llamada Somos América en la que participa junto a varias bandas como Los Tigres del Norte, Molotov, Kinky, Panteón Rococó entre otras. Con el total de 4 ciudades mexicanas en las que se presentan. El 30 de octubre de 2014, canta en la ceremonia de la primera entrega de los Premios Fénix, junto a la cantante portuguesa Maria de Medeiros haciendo homenaje con la canción «Metamorfosis Ambulante» al cantante brasileño Raul Seixas.

### 2015-2017:Algo sucede
Para finales de 2014, Venegas comenzó a trabajar en su séptimo álbum de estudio. El 10 de diciembre de 2014, sube una foto a su Instagram oficial en el estudio de grabación. Posteriormente utiliza el Hashtag #disconuevo para seguir subiendo a todas sus redes sociales fotografías de la musicalización, grabación, producción y mezcla del álbum. También comunica que el disco se graba su estudio JV Road en la Ciudad de México y en Buenos Aires y está producido por Cachorro López, Ernesto García y Yamil Rezc.
En marzo de 2015 salieron varias publicaciones en medios donde se da a conocer que el nuevo álbum será producido independientemente.
El 5 de mayo de 2015 lanzó su primer sencillo del álbum titulado «Ese camino». Su estreno en radios se produce el 9 de mayo. La canción trata sobre la niñez desde un punto de vista adulto y de como nos marca para siempre.
Realiza el tema principal para la película del director mexicano Manolo Caro Elvira, te daría mi vida pero la estoy usando con una versión nueva de la canción «Suavecito» de la cantante mexicana Laura León.
El 14 de agosto de 2015, lanzó su segundo sencillo «Buenas noches, desolación», el vídeo fue rodado en la Ciudad de México y quedó a cargo de la dirección del director mexicano Francisco Franco.
Se unió a la campaña en contra del Fracking en La Alianza Mexicana contra el Fracking en un vídeo junto a la actriz mexicana Lumi Cavazos y el vocalista de la banda Café Tacvba Rubén Albarrán donde exponen el peligro del Fracking y los estados mexicanos donde se aplicaría esta técnica. El cual fue presentado en el barco de Greenpeace Esperanza en el puerto de Veracruz.
El 23 de enero de 2016 inicia la gira Algo Sucede Tour con presentaciones América y Europa. Ese mismo año se reedita sus dos primeros álbumes de estudio Aquí (1997) y Bueninvento (2000), para que estos se sumen a los vinilos que salieron al mercado a la par que los álbumes en versiones CD: Otra Cosa (2010), Los Momentos (2013) y Algo Sucede (2015).
Participa en el álbum en vivo del 60° Aniversario de la banda mexicana La Sonora Santanera con el tema «Ladrón» originalmente interpretado por Sonia López.
El álbum Algo sucede fue nominado en la 58.ª edición de los Premios Grammy en la categoría de Mejor Álbum de Pop Latino. En los Premios Grammy Latinos gana en la categoría de Mejor Álbum de Pop/Rock.
Realiza varias temas instrumentales junto al productor Yamil Rezc para la Banda sonora de la película mexicana La vida inmoral de la pareja ideal del director Manolo Caro. Lanza su tercer sencillo «Tu calor». también aparece haciendo un colaboración en el álbum en vivo Primera Fila de la banda de música regional mexicano Bronco en el tema «Adoro».

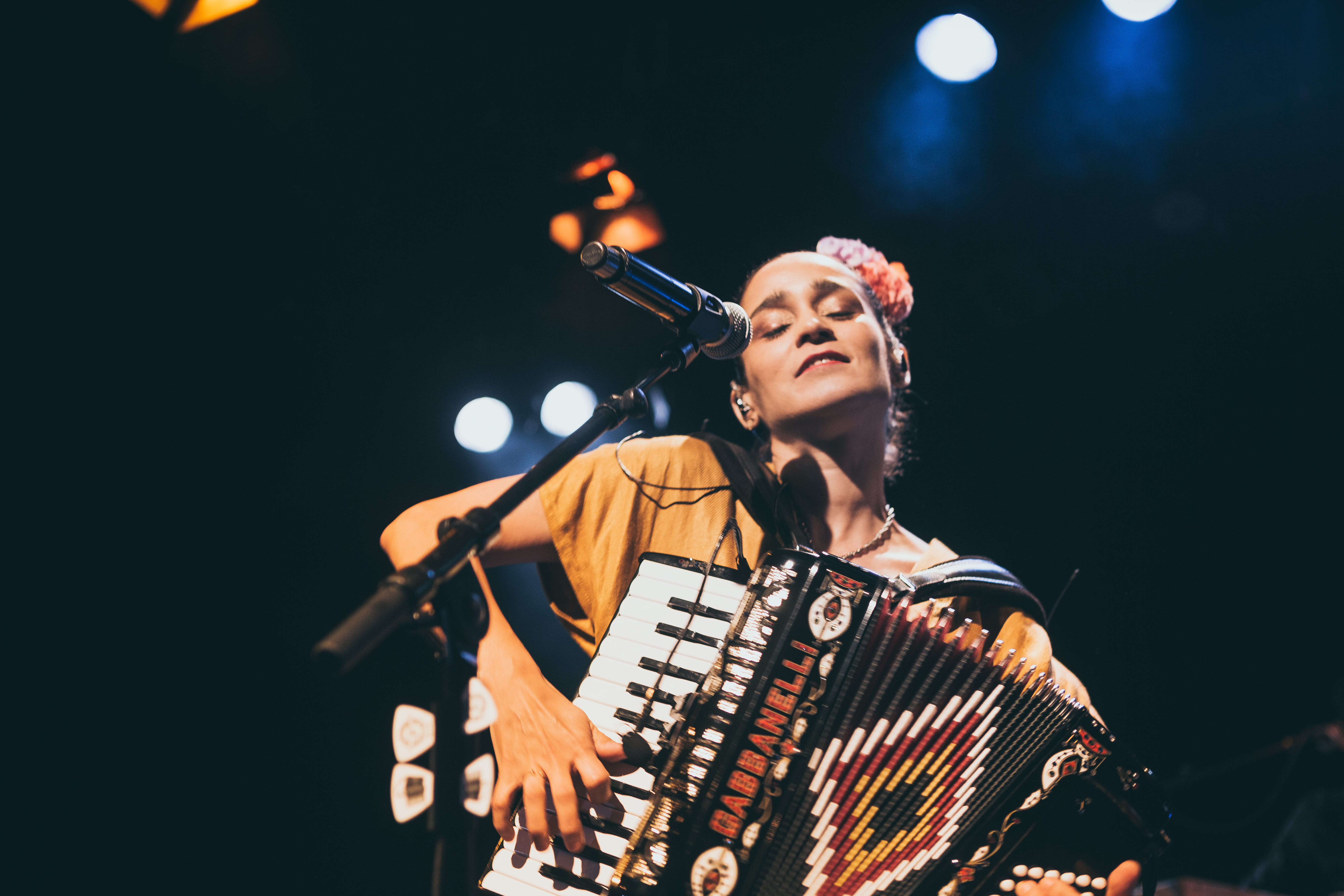
Interpretando en San Sebastián, España, en 2017.

En el primer trimestre de 2017, anuncia la gira Parte Mía Tour una gira más "Íntima" en la cual sólo fue acompañada por 2 músicos más Matías Saavedra y Sergio Silva turnaban en el bajo, teclados, percusión y coros. Se dividido en 3 partes, la primera fue el Parte Mía Tour Europa la cual solo visita ciudades de España y Suiza, también París, Londres y por primera vez en Moscú, Rusia. La segunda parte fue Parte Mía Tour Brasil la cual solo contó con 4 fechas en distintas ciudades brasileñas. La tercera y última parte fue Parte Mía Tour Estados Unidos con 6 fechas.

### 2017-2024:La enamoradayTu historia
En 2017, se mudó a Buenos Aires, Argentina. Estando allí, comienza a leer la obra de Santiago Loza, con la cual se queda abrumada. Tal es el grado de asombro que se pone en contacto con el autor para llevar una de sus obras a escena. Él mismo fue quién le propuso el texto La enamorada para llevarlo a cabo. Tras varios intentos y cástines, finalmente Venegas acepta interpretar el papel protagonista así como la composición de la música de la obra teatral. Junto a Loza, compusieron las nueve piezas musicales, las cuales fueron publicadas como álbum.
En agosto de 2019, estrenó en Buenos Aires su álbum conceptual, La enamorada. El álbum fue lanzado por la discográfica Lolein Music el 22 de noviembre de 2019.
El 6 de octubre de 2021, Tainy y Bad Bunny, estrenaron el sencillo Lo Siento BB, junto en colaboración de Venegas. El mismo año, realizó una colaboración con la banda vasca Huntza, cantando en español y euskera la canción «17:11», del álbum Ezin Ezer Espero, lanzado el 19 de noviembre.
El 18 de marzo de 2022, estrenó el primer sencillo, Mismo Amor, como predecesor de su nuevo álbum de estudio, Tu historia.  Sencillo producido por su amigo, el productor, Álex Anwandter. El segundo sencillo, Caminar sola fue estrenado el 6 de junio, sencillo que muestra la vulnerabilidad de las mujeres al sentirse indefensas por las calles volviendo a sus casas, un claro y reivindicativo objetivo feminista. El 11 de noviembre, lanzó el álbum completo contando con diez temas.

### 2024-presente: presentaciones musicales
El 16 de marzo de 2024, realizó un concierto gratuito en el Zócalo de Ciudad de México, donde aglomeró a más de ochenta mil personas. Antes de su presentación, fue abordada por un colectivo de manifestantes que se encontraba reclamando por el retiro de un memorial de personas desaparecidas colocado frente al Palacio Nacional. El colectivo le pidió que hiciera una canción en memoria a los desaparecidos. Durante su concierto, Venegas expresó su apoyo en solidaridad a las personas buscadoras de los extraviados.
El 13 de julio, fue la única mexicana que se presentó en el Estadio Santiago Bernabéu de Madrid para cantar durante La Velada del Año 4, donde interpretó cinco de sus canciones. Su actuación en dicho evento fue tema de controversia debido a la notoria falta de apoyo del público español hacia ella, quienes fueron catalogados como «apáticos» por su nula reacción musical. En agosto, fue parte de la producción de la banda sonora en la serie de Amazon Prime Nadie nos va a extrañar, para la que escribió el tema «A dónde va el viento».

## Otras actividades

### Proyectos musicales secundarios
El 25 de septiembre de 2015, se dio a conocer que Venegas forma parte de la súper banda Meteoros la cual, originalmente se conformó con los argentinos Ale Sergi (Miranda!) y el productor Cachorro López (Los Abuelos de la Nada y Miguel Mateos/ZAS) y el estadounidense Didi Gutman (Brazilian Girls). Lanzaron su primer sencillo llamado «Decirnos La Verdad». La salida de Julieta de la banda, sería cubierta con Rosario Ortega (Entre Ríos).

### Activismo

#### Desastres naturales
En 2007, participó en la campaña para ayudar a las víctimas del terremoto en Perú de la fundación ALAS (América Latina en Acción Solidaria) y la Cruz Roja; esta campaña contó con el apoyo de los medios de comunicación y la participación de figuras conocidas en el ambiente artístico que integran esta Fundación, entre ellos Miguel Bosé, Maná, Chayanne, Gustavo Cerati, Juanes, Alejandro Fernández, Shakira, Alejandro Sanz, entre otros. 
En 2010, junto con una gran variedad de artistas, graba un disco con 36 canciones en favor a los damnificados del sismo ocurrido en Haití. Dicho disco lleva el lema de «La unión si hace la fuerza». Junto a 29 artistas mexicanos, participa en un proyecto encabezado por la discográfica Sony Music que busca ayudar a los damnificados del doble desastre natural y la crisis nuclear en Japón, una producción musical disponible en disco compacto y en todos los formatos digitales; todas las ventas irán a fondos para la reconstrucción y recuperación de los daños del desastroso terremoto y tsunami del 11 de marzo de 2011. El proyecto es llamado «Voces por Japón».

#### ONU
En 2009 participó en el 70.º aniversario de la ONU con la canción «The Price of Silence», que cantó junto a artistas internacionales como Aterciopelados, Andrés Levín, Natacha Atlas, Stephen Marley, entre otros.
Se unió a la campaña «Di no a la violencia contra las mujeres», que promueve en todo el mundo el Fondo de la ONU para el Desarrollo de la Mujer (UNIFEM). «No seremos una sociedad real hasta que tengamos igualdad entre hombres y mujeres», declaró Venegas en el presente acto.

#### UNICEF
En septiembre de 2008, fue nombrada en México «Embajadora de buena voluntad» por UNICEF; tuvo su primera visita a la frontera sur de México, en el puente de migración de la ciudad de Tapachula, donde dijo que fue una de las experiencias más fuertes que ha tenido, debido a que convivió con niños que buscan o buscaban trabajo para sostener a sus familias. En este mismo año, participó en la campaña «Regalos de corazón» de UNICEF.
El 29 de marzo de 2011, participó en el evento de conmemoración del Día Dedicado a las niñas y niños Desaparecidos durante el Conflicto Armado en El Salvador, por parte de la Secretaría de Inclusión Social que preside la primera dama de la República, Vanda Pignato, el cual se realizó en el Centro de Ferias y Convenciones (CIFCO) en San Salvador, cerró con una gran participación, gracias a su nombramiento como Embajadora Cultural de Buena Voluntad para Centroamérica. El 6 de mayo de 2011 en Santiago, Chile junto con UNICEF presentó las «Guías de gestación y nacimiento Mapuche, Rapa Nui y Chilota», que recogen costumbres y tradiciones de esas etnias sobre el ciclo del embarazo y nacimiento y las anexan a políticas públicas de salud, estas guías contienen información sobre los cambios biológicos y psicológicos que ocurren durante el período de gestación, el apoyo que puede brindar la familia, los derechos laborales de la mujer embarazada y del padre, consejos prácticos y orientaciones básicas para aprovechar al máximo esta etapa. Venegas agradeció la invitación a la actividad, junto con señalar que para ella es un honor ser embajadora de Unicef. Agregó que «esta iniciativa que se presenta hoy es un ejemplo para muchos otros países, porque se basa en el respeto de la diversidad. Me parece que es muy importante que se respeten las diferentes tradiciones y culturas que se dan un mismo país, porque de esa manera se enriquece la identidad nacional y la vida de las personas».

#### Otros
Intervino en los Premios Nobel de la Paz, que son celebrados en Oslo, Noruega el 12 de diciembre de 2008. En estos premios, presentó las canciones: «El presente» y «Algún día». En 2009 formó parte de la imagen de la campaña «Engánchate al cole» en Costa Rica, que impulsa a los jóvenes a asistir a la escuela o a no dejarla. Al año siguiente, se unió a la campaña cultural «Más libros, mejor futuro», organizada por la delegación Coyoacán y la Secretaría de Educación Pública del Distrito Federal en la Ciudad de México, para promover la lectura en los jóvenes.
En 2011, es nombrada Embajadora Cultural de Buena Voluntad por el Consejo de Ministras de la Mujer de Centroamérica (COMMCA) que se celebró en San Salvador una reunión extraordinaria para abordar el tema de la trata y tráfico de mujeres en la región. «Es un honor para mí recibir este reconocimiento y lo agradezco, me parece que debemos seguir trabajando en conjunto por abrir más espacios para las mujeres, debemos erradicar la violencia que viven las mujeres en todos los países de Latinoamérica. Debemos vernos todos como seres humanos, debemos empezar desde la raíz a cambiar todos», dijo Julieta al recibir dicho nombramiento.

## Vida personal
Se casó con el cantante chileno Álvaro Henríquez, integrante de la agrupación chilena Los Tres, en 1998, y terminaron su matrimonio en el 2000.
Siguió una dieta vegana durante 17 años, y es aficionada a los insectos de la gastronomía mexicana. Es una lectora devota y algunos libros han influido en sus canciones. También habla tres idiomas: español, inglés y portugués.
El 12 de agosto de 2010, dio a luz a su única hija en su casa de Ciudad de México, una niña a la que bautizó como Simona. Cuando se le preguntaba quién era el padre de su hija, se mostraba esquiva a dar detalles sobre ello. No fue sino hasta 2013 que se dio a conocer que se trataba de Rodrigo García Prieto, un músico argentino al que no le reconoció la paternidad y quien había comenzado una batalla legal para que la justicia mexicana admitiera el vínculo. Finalmente, en 2014, se vio obligada a reconocer a García Prieto como el padre de su hija.

## Legado
De acuerdo a Billboard, Venegas ha mantenido una de las carreras más consistentes desde su debut en solitario con su álbum Aquí, hace casi tres décadas. Una pionera cuya música e imagen han roto los estereotipos latinos, Julieta ha forjado un camino entre la música alternativa latina y la música pop. El diario Los Angeles Times elogió sus letras de idealismo herido y rupturas de amor que se extienden en una tradición mexicana rica de la música popular imbuida en fatalismo. Mientras que The Atlantic la describió como «un sonido característico diferente a cualquier otra cosa en las listas latinas». En 2002, Venegas fue seleccionada por Dolores O'Riordan para ser telonera de The Cranberries en el Auditorio Nacional de la Ciudad de México. «Me imagino que les gustó mi música y estoy deseando verlos en el concierto para saludarlos», expresó Julieta.
En 2012 la revista Rolling Stone incluyó su álbum Bueninvento en tercer lugar de su lista de «The 10 Greatest Latin Rock Albums of All Time». En marzo de 2025, Billboard Español la incluyó como una de «las 50 mejores cantantes de pop latino de todos los tiempos» en el puesto 29. En abril, la presidente de México, Claudia Sheinbaum, la destacó como una de las cantautoras mexicanas con gran calidad y creatividad artística, cuya música no hace apología de la violencia, en medio de los debates sobre legislaciones locales para prohibir los narcocorridos.
Natalia Lafourcade ha citado a Venegas como una influencia importante y la describió como «Mi maestra más pesada». Otros cantantes que también han nombrado a Julieta como una gran influencia son Francisca Valenzuela, Carla Morrison, Enrique Bunbury, Miguel Bosé, Nelly Furtado, Ximena Sariñana, Juan Son, Paulina Rubio, entre otros. Juliana Gattas vocalista del grupo argentino Miranda! expresó «Me significó muchísimo conocerla, es un ser celestial, es una muy buena persona y realmente descarga una vibra muy positiva, tiene una energía blanca completamente y es talentosa, virtuosa y transparente».

## Discografía

### Álbumes de estudio
- 1997: Aquí
- 2000: Bueninvento
- 2003: Sí
- 2006: Limón y sal
- 2010: Otra cosa
- 2013: Los momentos
- 2015: Algo sucede
- 2022: Tu historia

### Recopilatorios
- 2007: Realmente lo mejor

### Álbumes en directo
- 2008: MTV Unplugged

### Meteoros
- 2015:  Meteoros

### Conceptuales
- 2019: La enamorada

## Giras musicales
Principales
- Sí Tour (2004-2005)
- Limón y Sal Tour (2006-2007)
- El Presente Tour (2008)
- Otra Cosa Tour (2010-2012)
- Los Momentos Tour (2013 - 2014)
- Algo Sucede Tour (2015-2017)
- Íntimo (2019)
- Vernos de Nuevo Tour (2022)
- Tu Historia Tour (2023-2025)